# Phanerotoma floridana
Phanerotoma floridana är en stekelart som beskrevs av Herbert Zettel 1992. Phanerotoma floridana ingår i släktet Phanerotoma och familjen bracksteklar. Inga underarter finns listade i Catalogue of Life.